# VK
VK (originalmente VKontakte, em russo: ВКонтакте, significando Em contato) é uma rede social com sede em São Petersburgo, Rússia, equivalente ao Facebook. O VK está disponível em vários idiomas, mas é especialmente usado por falantes do russo. De acordo com a Alexa Internet (dados de 2013), o 3º site mais visitado na Ucrânia e Bielorrússia, o 1º mais visitado da Federação Russa sendo a rede social mais popular e mais frequentada atualmente com um acesso de 33 milhões de usuários diariamente. Ele permite que os usuários enviem mensagens uns aos outros publicamente ou em particular; crie grupos, páginas públicas e eventos; compartilhem e marquem imagens, áudios e vídeos; e jogue jogos baseados no navegador.
Segundo a SimilarWeb, o VK é o 12º website mais visitado no mundo.

## História
Após se formar na St. Petersburg State University, o russo Pavel Durov lança, em Setembro de 2006, uma versão beta de uma rede social para Internet, até então exclusiva para os povos de língua russa. Oficializada em 1 de Outubro de 2006 com o nome de domínio vkontakte.ru, apenas ficou disponível para pequenos círculos de universitários e somente se aceitavam como membros pessoas que recebessem convite dos registrados. Mesmo assim, a pequena rede ganhou muita fama pelo país nessa época.
O sucesso foi imediato e em fevereiro de 2007 o site já tinha mais de 100.000 usuários cadastrados e foi reconhecido como a segunda plataforma de rede social mais importante de toda a Rússia, ficando atrás da famosa Odnoklassniki, que se tornou sua maior rival neste mercado. Curiosamente, no mesmo mês de fevereiro de 2007, o grupo sofreu um grande ataque DDoS que deixou por um período curto toda a rede em estado offline. O número de usuários chegou a 1 milhão em julho de 2007, passou a 10 milhões em abril de 2008 e finalmente, no final de 2008, ultrapassou a rival Odnoklassniki e se tornou a rede social número 1 de toda a Federação Russa e dos países aliados de língua russa.
No ano de 2009, o site passou a operar em 20 idiomas diferentes do habitual russo, como o inglês, o espanhol e o português. Neste mesmo ano, o número de usuários chegou a 50 milhões, subindo rapidamente para 100 milhões em 2010. E em fevereiro de 2011 o grupo toma a decisão de retirar o cadastro por convite, dessa forma transformando o VKontakte em uma rede social de acesso livre ao público.

## Empresa
O capital financeiro da VKontakte é feito através da "LLC V Kontakte", criada em 19 de janeiro de 2007, com a seguinte divisão entre os acionistas: 60% pertence a Vyacheslav Mirilashvili, 20% a Pavel Durov, 10% a Mikhail Mirilashvili e os 10% finais a Lev Leviyev. Atualmente, 100% da "LLC V Kontakte" é gerido pela empresa estrangeira Doraview Limited sediada nas Ilhas Virgens Britânicas. Esta última se diz privada, mas o grupo Mail.Ru Group (antiga Digital Sky Technologies) tem participação de 39,99% na Doraview Limited.

## Funcionalidades

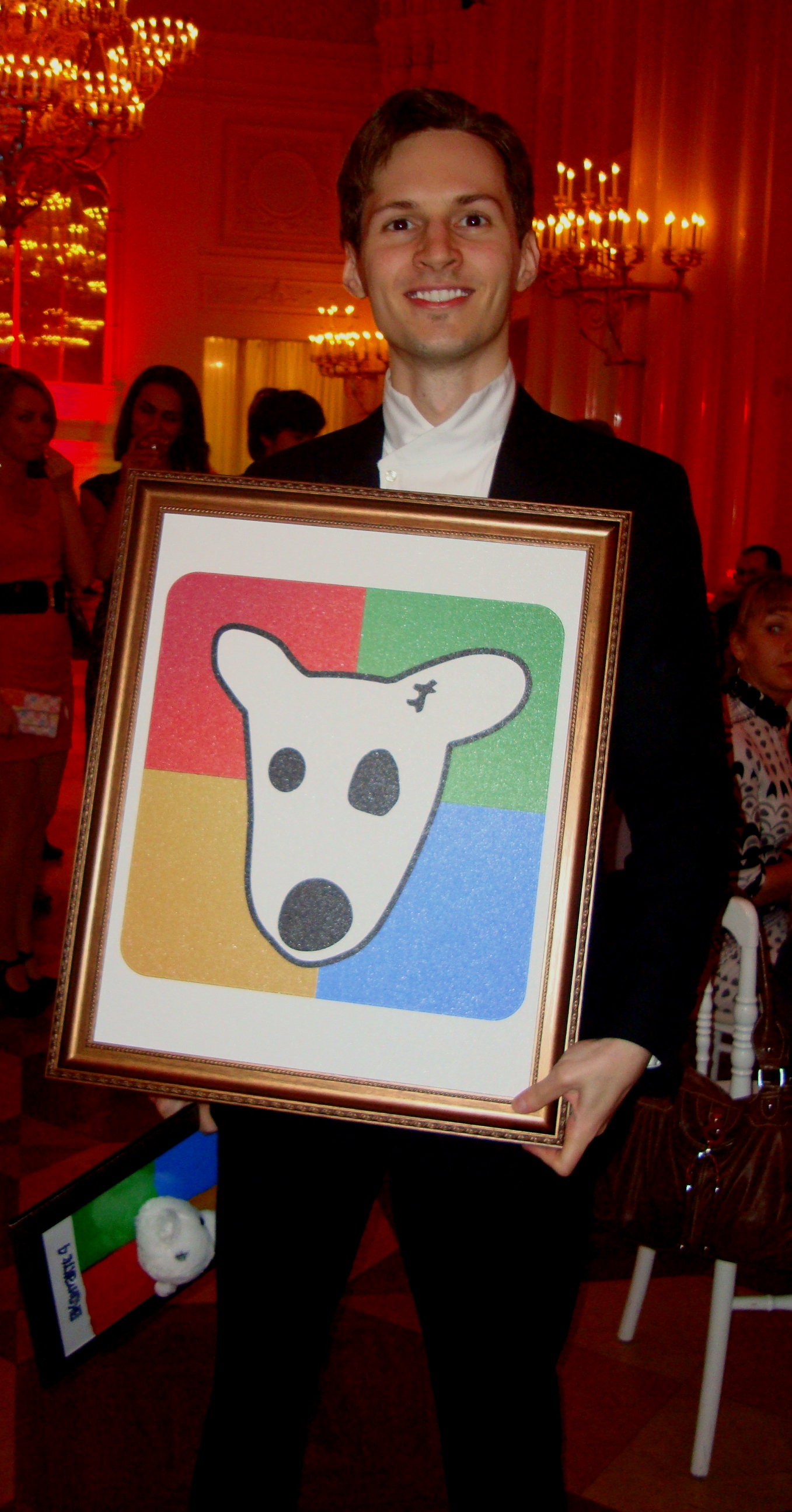
Pavel Durov, fundador da VK.

O site possui páginas personalizadas com fácil e imediato acesso aos amigos e às noticias, além de hospedagem de fotos e vídeos, tudo isso num sistema de mensagem simples e dinâmico. Podem se formar grupos para os usuários aumentarem sua rede de amigos, de acordo com seus interesses. Novos recursos são anunciados de tempos em tempos, para uma melhor e mais agradável navegação, como hospedagem de áudios e serviços Torrent nos grupos e páginas pessoais. A função "Opinions" permite que você comente sobre um amigo, conhecido ou familiar, inclusive de forma anônima, se assim preferir, podendo postar seu pensamento pessoal sobre o receptor da mensagem. A função "Offers" serve para que se anuncie algo a muitas pessoas em geral ou convidar uma pessoa a fazer algo em conjunto com o usuário. "Questions" é direcionado às dúvidas e perguntas que o usuário tiver necessidade de esclarecimento, sendo respondida por qualquer pessoa que possa ajudar no momento. "Applications" possui ferramentas extras, como chats em salas de bate papo e games em Flash API. O VKontakte, assim como a maioria das redes sociais, usa o protocolo XMPP como base para chats e outros serviços especiais.

## Privacidade
Os usuários tem total controle de sua disponibilidade, podendo ocultar vídeos, fotos e até páginas inteiras se desejar. Também o usuário pode escolher quem pode lhe enviar mensagens, escrever em sua página pessoal, convidá-lo a participar de um grupo, escrever em seu mural de mensagens e assim por diante.

## Idioma
Em setembro de 2009, o site traduziu o VKontakte para 12 idiomas num esforço de expandir a rede para fora dos países da Rússia. Atualmente, chegou a 67 o número de idiomas diferente do russo, e isso inclui um especial chamado "V Soyuze" que usa a linguagem da URSS numa interface vermelha e com um machado soviético.

## Popularidade
O site chegou em 2011 (de acordo com a Alexa Internet) a ser o site mais visitado na Ucrânia e na Bielorrússia e o segundo na Federação Russa e no Cazaquistão. Atualmente, o site caiu de posição, porém o tráfico diário aumentou bruscamente com um total de 33 milhões por dia. Em 2012, o site revela (de acordo com a LiveInternet) um total de 110 milhões de usuários abrindo uma impressionante marca de 2 bilhões de páginas, isso diariamente, em apenas 24 horas.
O TNS Gallup informa que 60% dos usuários tem mais de 25 anos e 70% moram e vivem na Federação Russa. Desses 70%, 25% são da capital Moscou e 12% de São Petersburgo.

## Ataques virtuais
Em 30 de julho de 2009, a mídia informou que um arquivo de texto com dados de 135.000 usuários foi espalhado na Internet. O arquivo continha senhas e informações privadas dos usuários; mais tarde a Kaspersky Lab afirmou que os dados foram colhidos por um troiano de nome Win32.VkHost.an.

## Epidemia de suicídios
Em fevereiro de 2012, a Federação Russa se viu chocada com uma grande elevação em casos de suicídios entre adolescentes, o que levou o encarregado dos direitos das crianças para o governo, o senhor Pavel Astakhov, a vir a público e a imprensa mostrar sua indignação com a situação, chegando a declarar que a Mãe Rússia estaria perdendo milhares de crianças em um tempo record, e que a culpa em partes é da Internet e suas redes sociais.
Após essa declaração, o VKontakte se viu na obrigação de banir comunidades em que há temas suicidas ou ligados a isto. Páginas como "Amanhã não virá" e "Hoje eu vou morrer" foram limadas do site. Uma das suicidas, (Aliona Grafskaya. tinha apenas 15 anos e frequentava a comunidade "Hoje eu vou morrer".
De acordo com Pavel Astakhov, a Federação Russa está atualmente na sexta posição do total de suicidas no mundo, atrás de: (5º) Lituânia, (4º) Coreia do Sul, (3º) Cazaquistão, (2º) Bielorrússia e (1º) Japão, sendo que na faixa etária de 15 a 19 anos, em comparação com os países da Europa, é o primeiro. E acrescenta que mais de 200 mil jovens entre 10 e 14 anos se suicidam todos os anos, como também 1500 adolescentes entre 15 e 19 anos no país.
O VKontakte afirmou em nota que o grupo também possui páginas de comunidades de apoio psicológico e ajuda espiritual a pessoas com problemas pessoais e sentimentais. E que jamais contribui para qualquer ato contra a vida ou contra a lei vigente em questão.

## Efeito SOPA/PIPA
Após uma onda de reclamações dos grandes grupos fonográficos e dos grandes estúdios de filmes, diversos setores da Web em 2012 foram processados por quebras de direitos autorais e crimes cibernéticos. O VKontakte, que possui um conhecido sistema de compartilhamentos P2p foi alvo, em maio do mesmo ano, de um processo na corte russa, representado pela IFPI (Federação Internacional das Indústrias Fonográficas). O veredicto de 17 de maio deu causa ganha ao IFPI e a corte russa reconheceu violações de direitos autorais do grupo Vkontakte.
O caso foi levado aos tribunais pelo SBA Music Publishing Ltd e por setores do grupo Gala Records Music, ambos subsidiados da gravadora EMI na Federação Russa. A alegação diz que houve diversas violações em composições e gravações de posse das gravadoras citadas em juízo. O processo a princípio foi feito pelo tribunal comercial de São Petersburgo em janeiro de 2012 e em seguida foi levado aos tribunais de últimas instâncias na própria cidade. Porém, já existiam dezenas de alegações contra o VKontakte em pendência, mas nunca foram levadas adiante por causas judiciais.
A restrição à liberdade de dados oferecida pelo VKontakte vem do "Efeito SOPA/PIPA", leis americanas enviadas ao congresso dos EUA em 2012 por aglomerados da mídia para proteger seus materiais e impedindo liberação de materiais livres entre usuários comuns. Grupos como Google,Yahoo!, Wikipédia, YouTube e operadores de sistema Torrent e arquivos P2p, além de milhares de seguidores e defensores da internet livre estão ameaçados de extinção ou controle ditatorial caso estas leis sejam aprovadas. O VKontakte declara que "acredita na liberdade de dados de seus usuários. Porém seguirá as leis vigentes como qualquer outro órgão da Federação Russa".

## No Brasil
O VK começou uma rápida expansão de usuários brasileiros com o anúncio do fim do Orkut pela empresa Google, no dia 30 de junho de 2014. O Google decidira se focar em suas plataformas principais, nas suas palavras, o YouTube, o Blogger e o Google+; como nenhuma dessas plataformas oferecem o serviço organizado de fórum multi-temático que manteve usuários no Orkut mesmo com o avanço de outras redes sociais no Brasil, os usuários decidiram por si mesmos procurar uma plataforma que se adequasse às suas necessidades.
As comunidades são grandes grupos de usuários que se reúnem para falar de algum assunto específico, de grande importância no Orkut. Essa ferramenta não estava presente nas redes sociais mais comuns ao usuário brasileiro. Com a descoberta dessa funcionalidade na rede social VK, que funciona de modo similar ao Orkut, várias comunidades ainda movimentadas no Orkut começaram a fazer versões suas na rede social VK e iniciaram a transição dos membros até a data do encerramento da rede social da Google.[carece de fontes?]